# Tribigild
Tribigild est un général ostrogoth de l'empire romain d'Orient dans la seconde moitié du IVe siècle. 

## Biographie
Parent de Gaïnas, intrépide, entreprenant, mais aussi mécontent de la cour impériale qui, d'après lui, récompense mal ses services, Tribigild monte une machination avec Gaïnas afin d'éliminer Eutrope. 
En 399, sous prétexte de passer ses troupes en revue, il quitte Constantinople. Arrivé à Nacolie en Phrygie, il fait prendre les armes à sa cohorte et met la région à sac. Les mécontents de toutes sortes se joignent aux mutins, se formant bientôt une armée qui ravage la Phrygie et la Lydie. Elle porte l'effroi jusqu'à Constantinople sans être inquiétée par les troupes impériales, celles-ci étant dirigées par Gaïnas.
Tribigild et ses hommes ravagent l'Asie mineure mais sont défaits en Pisidie. Tribigild s'échappe avec 300 hommes mais il est tué l'année suivante (400 ou 401). Après la mort de ce dernier, ses troupes se débandent.